# Hamilton Ricard
Hamilton Ricard (* 12. leden 1974) je bývalý kolumbijský fotbalista.

## Reprezentace
Hamilton Ricard odehrál 27 reprezentačních utkání. S kolumbijskou reprezentací se zúčastnil Mistrovství světa 1998.

## Statistiky
| Kolumbie | Kolumbie | Kolumbie |
| Roky     | Záp.     | Góly     |
| -------- | -------- | -------- |
| 1995     | 3        | 1        |
| 1996     | 1        | 0        |
| 1997     | 13       | 3        |
| 1998     | 2        | 0        |
| 1999     | 6        | 1        |
| 2000     | 2        | 0        |
| Celkem   | 27       | 5        |